# The Headhunters
The Headhunters war eine sehr erfolgreiche Fusion/Funk-Jazz-Gruppe um den Keyboarder Herbie Hancock, die dieser zuerst für sein gleichnamiges Album Head Hunters von 1973 aufstellte, nachdem er sein altes Sextett aufgelöst hatte. Sie waren direkt von der kommerzielleren Funk-Musik eines Sly Stone und James Brown beeinflusst, bei deren Publikum die Gruppe mit der Komposition Chameleon aus ihrem ersten Album einen Hit landete, und waren damals einflussreiche Pioniere in der Verwendung elektronischer Instrumente und Effekte. Neben Hancock waren anfangs noch der Bassist Paul Jackson (E-Bass) und der Saxophonist, Klarinettist und Flötist Bennie Maupin aus Hancocks Sextett dabei, die bei ansonsten wechselnden Schlagzeugern – anfangs der Schlagzeuger Harvey Mason und der Perkussionist Bill Summers – das Rückgrat der Gruppe bildeten. Hancock tourte mit den Headhunters; mehrere Platten entstanden gemeinsam – Thrust (1974), Flood (1975) und Man-Child (1975).

## Geschichte
Insbesondere aufgrund des überwältigenden Erfolgs des Albums Head Hunters mit mehr als einer Million verkauften Exemplaren beschlossen Bennie Maupin, Bill Summers, Paul Jackson und Mike Clark auch ohne Hancock weiter zu arbeiten, als dieser über andere Besetzungen nachdachte. Als The Headhunters nahmen sie weiter für die Plattenfirma Arista Records auf. 1976 veröffentlichten sie ein erfolgreiches Album ohne Hancock, Survival of the Fittest, wobei erstmals in der Gruppe elektrische Gitarre verwendet wurde (DeWayne „Blackbyrd“ McKnight). 1976 folgte das Album Straight from the Gate, ebenfalls ohne Hancock. Hancock spielte nach einem Auftritt auf dem Newport Jazz Festival 1976 sein Headhunters-Material nicht mehr und konzentrierte sich auf die Arbeit mit der Gruppe V.S.O.P. (Reunion des Miles-Davis-Quintetts der 1960er-Jahre; letzte Aufnahmen eines Teils der Headhunters mit Hancock finden sich auf dem beim Festival aufgenommenen Album V.S.O.P.). 1978 spielten die Headhunters noch das Album Straight from the Gate ein.
Die Headhunters kamen erst 1998 für die Aufnahme des Albums Return of the Headhunters wieder mit Hancock zusammen. Seitdem bestand wieder eine Gruppe Headhunters in New Orleans um Summers, Jackson und den Schlagzeuger Mike Clark, der schon 1974 auf dem Album Thrust mitgespielt hatte. Sie veröffentlichten 2003 Evolution Revolution und nahmen 2005 mit der Saxophonistin Rebecca Barry auf (Rebecca Barry and the Headhunters). Hancock spielte 2005 mit einer Gruppe, die er Headhunters 2005 nannte (mit Marcus Miller, Terri Lyne Carrington, Roy Hargrove, John Mayer, Lionel Loueke und Munyungo Jackson).
Die originalen The Headhunters schlossen 2010 einen Plattenvertrag mit dem in Indianapolis ansässigen Jazz-Label Owl Studios. Ihr Album Platinum kam dort am 14. Juni 2011 heraus. Darauf vertreten sind viele ursprüngliche Band-Mitglieder sowie Gastmusiker wie Snoop Dogg, George Clinton und Killah Priest.

## Diskografie
- Survival of the Fittest (Arista, 1975)
- Straight from the Gate (Arista, 1976)
- Return of the Headhunters (Verve, 1998)
- Evolution Revolution (Basin Street, 2003)
- On Top – Live in Europe (BHM, 2008)
- Platinum (Owl, 2011)
- Speakers in the House (Ropeadope, 2022)[2]
- The Stunt Man (Ropeadope, 2024)[3]